# Homecoming (Masters of Horror)
"Homecoming' és el sisè episodi de la primera temporada de Masters of Horror. Es va emetre originalment a Amèrica del Nord el 2 de desembre de 2005. Es basa lliurement en el conte de 2002 "Death & Suffrage" de Dale Bailey.

## Argument
El president George W. Bush es presenta a la reelecció durant una guerra divisiva, i un dels seus redactors de discursos, David Murch (Jon Tenney), surt a la televisió per parlar amb els presentadors de tertúlies Marty Clark (Terry David Mulligan) i Jane Cleaver. Una altra convidada, la mare semblant a Cindy Sheehan d'una soldat morta Janet Hofstader (Beverly Breuer), demana saber per què va morir la seva filla. Murch es posa una mica de llàgrima quan explica que va perdre el seu germà gran Philip (Ryan McDonnell) al Vietnam.
"Creu-me", li diu a la mare dolguda, "si tingués un desig, voldria que el teu fill tornés, perquè sé que ens diria com d'important és aquesta lluita".
La Cleaver està tan impressionada amb el maneig de Murch de la situació que més tard el porta a prendre una copa, li agafa el cervell i finalment el sedueix. El Kurt Rand, semblant a Karl Rove (habitual de Dante Robert Picardo) interromp la seva cita, cridant-li per fer saber a Murch que el president té previst fer que la seva línia sigui part del seu discurs.
Aviat, els soldats morts a la Iraq comencen a tornar d'entre els morts. No obstant això, no tornen a festejar els vius, ni tan sols a venjar-se del president i els seus partidaris. Només volen tenir l'oportunitat de votar a les properes eleccions. "Votarem a qui acabi amb aquesta guerra", explica un.
La màquina electoral va sobrecarregada, però els morts estan decidits a fer sentir la seva veu, fins i tot arribant fins a un soldat que mata Kurt Rand interpretant l'estereotip de zombi Lucio Fulci (penejant-li l'ull i colpejant-li el cap a la taula) quan Rand va intentar obligar-lo a signar un document no desitjat amenaçant la mare del soldat.
Mentre es comptabilitzen els resultats de les votacions durant les eleccions, la gent de l'administració actual decideix esbiaixar els resultats perquè l'administració actual es mantingui al poder. Després de l'emissió dels resultats electorals, comencen a tornar més soldats d'entre els morts... però no només de l'Iraq. Els soldats comencen a tornar de guerres anteriors, com ara la Primera i Segona Guerra Mundial, la Guerra del Vietnam i la Guerra Civil. Finalment, totes les persones que van morir durant la guerra per protegir els Estats Units d'Amèrica han tornat d'entre els morts.
El progrés de l'episodi també revela un error fosc del passat de Murch. Creu que el seu germà Philip va ser assassinat a la Guerra del Vietnam, només per descobrir que va ser ell qui el va matar sense voler fa temps amb una pistola en un joc d'"amic o enemic".
Després que Cleaver ataca els soldats amb la seva escopeta, Murch la mata, però no aconsegueix suïcidar-se. Murch és rebutjat per un soldat que li demana que s'uneixi a ells, dient: "Estem buscant uns quants homes bons". Philip es troba entre els que tornen de la tomba, dient que perdona a Murch per haver-lo matat, i després li trenca el coll.
Convertit ara en un dels zombis, Murch anuncia que mostrarà a qualsevol que enviï els seus germans i germanes a morir per una mentida la veritable cara de l'infern.

## Repartiment
- Jon Tenney com a David Murch
- Thea Gill com a Jane Cleaver
- Wanda Cannon com a Kathy Hobart
- Terry David Mulligan com a Marty Clark
- Robert Picardo com a Kurt Rand

## DVD i Blu-ray
El DVD va ser llançat per Anchor Bay Entertainment el 18 de juliol de 2006. L'episodi va ser el sisè episodi i el setè a ser llançat en DVD. L'episodi apareix al quart volum de la compilació Blu-ray de la sèrie.